# Роли (округ, Западная Виргиния)
Округ Роли (англ. Raleigh County) располагается в США, штате Западная Виргиния. Официально образован в 1850 году, получил своё название в честь британского капера, политического и государственного деятеля Уолтера Рэли. По состоянию на 2012 год, численность населения составляла 79 021 человек.

## География
По данным Бюро переписи США, общая площадь округа равняется 1577 км², из которых 1567 км² суша и 10 км² или 0,7 % это водоёмы.

### Соседние округа
- Канова (Западная Виргиния) — север
- Фейетт (Западная Виргиния) — северо-восток
- Саммерс (Западная Виргиния) — восток
- Мерсер (Западная Виргиния) — юго-восток
- Вайоминг (Западная Виргиния) — юго-запад
- Бун (Западная Виргиния) — северо-запад

## Население
По данным переписи населения 2000 года в округе проживает 79 220 жителей в составе 31 793 домашних хозяйств и 22 096 семей. Плотность населения составляет 50 человек на км². На территории округа насчитывается 35 678 жилых строений, при плотности застройки 23 строения на км². Расовый состав населения: белые — 89,63 %, афроамериканцы — 8,52 %, коренные американцы (индейцы) — 0,19 %, азиаты — 0,72 %, гавайцы — 0,02 %, представители других рас — 0,12 %, представители двух или более рас — 0,80 %. Испаноязычные составляли 0,92 % населения независимо от расы.
В составе 28,60 % из общего числа домашних хозяйств] проживают дети в возрасте до 18 лет, 54,30 % домашних хозяйств представляют собой супружеские пары проживающие вместе, 11,90 % домашних хозяйств представляют собой одиноких женщин без супруга, 30,50 % домашних хозяйств] не имеют отношения к семьям, 27,10 % домашних хозяйств состоят из одного человека, 12,90 % домашних хозяйств] состоят из престарелых (65 лет и старше), проживающих в одиночестве. Средний размер домашних хозяйств составляет 2,38 человека, и средний размер семьи 2,88 человека.
Возрастной состав округа: 21,50 % моложе 18 лет, 8,70 % от 18 до 24, 28,60 % от 25 до 44, 25,70 % от 45 до 64 и 15,40 % от 65 и старше. Средний возраст жителя округа 40 лет. На каждые 100 женщин приходится 96,80 мужчин. На каждые 100 женщин старше 18 лет приходится 94,90 мужчин.
Средний доход на домохозяйство в округе составлял 28 181 USD, на семью — 35 315 USD. Среднестатистический заработок мужчины был 33 000 USD против 20 672 USD для женщины. Доход на душу населения составлял 16 233 USD. Около 14,60 % семей и 18,50 % общего населения находились ниже черты бедности, в том числе — 28,70 % молодежи (тех кому ещё не исполнилось 18 лет) и 10,50 % тех кому было уже больше 65 лет.